# Tempenberg

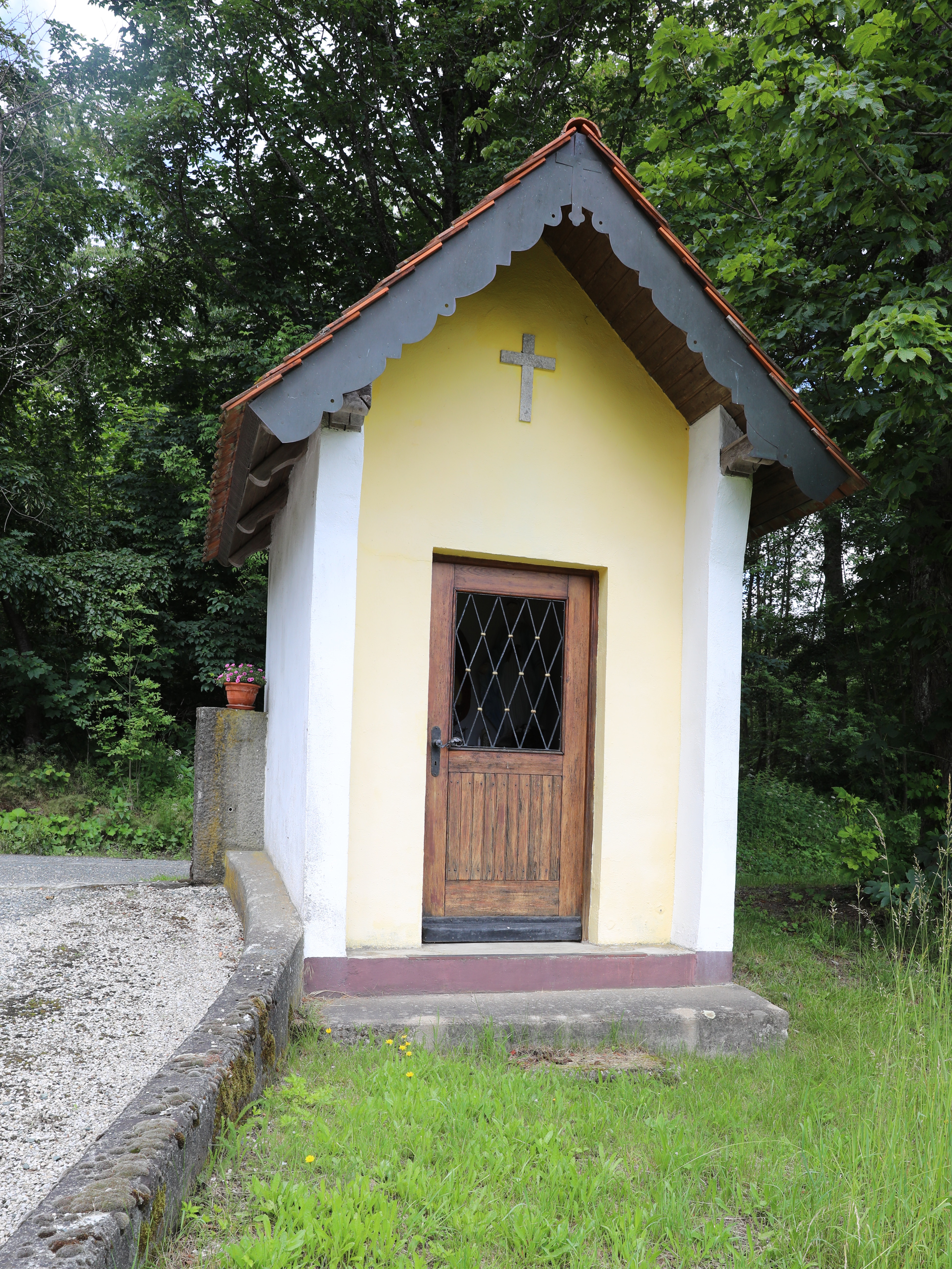
Wegkapelle

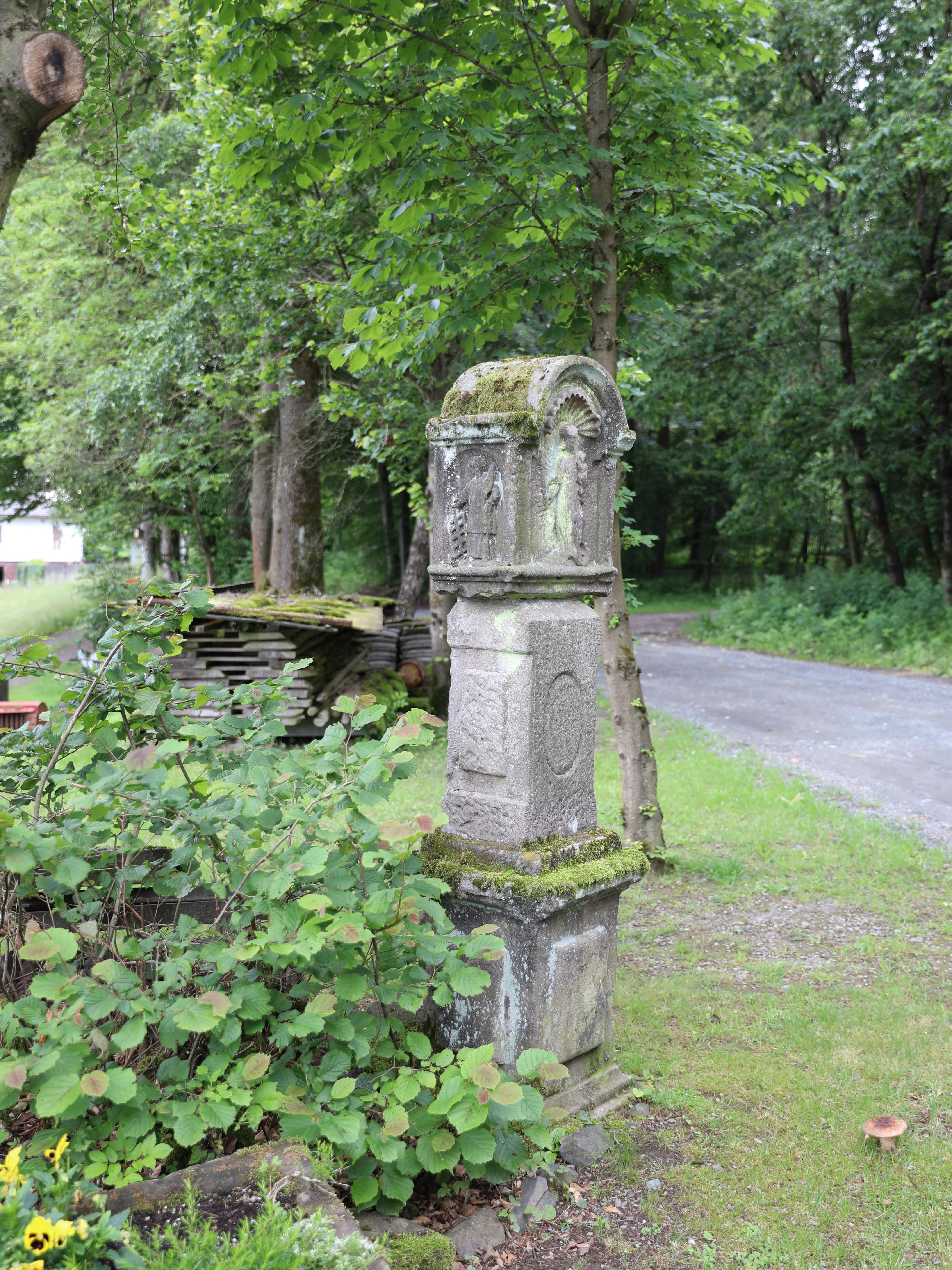
Bildstock

Tempenberg ist ein Gemeindeteil des Marktes Steinwiesen im Landkreis Kronach (Oberfranken, Bayern).

## Geographie
Der Weiler liegt auf einem Höhenrücken, der im Westen in den Zaunschlitzgrund und im Osten ins Tal eines namenlosen rechten Zuflusses der Rodach abfällt. Ein Anliegerweg führt an Kübelberg vorbei nach Berglesdorf zur Kreisstraße KC 21 (1,7 km nördlich).

## Geschichte
Im Jahr 1507 wurde Tempenberg als in Besitz von Wilhelm von Redwitz erwähnt. Gegen Ende des 18. Jahrhunderts bestand Tempenberg aus einem Anwesen. Das Hochgericht übte das bambergische Centamt Kronach aus. Die Grundherrschaft über den Hof hatte das Rittergut Unterlangenstadt-Burkersdorf inne.
Mit dem Gemeindeedikt wurde Tempenberg dem 1808 gebildeten Steuerdistrikt Steinwiesen und der 1818 gebildeten Ruralgemeinde Steinwiesen zugewiesen.

### Baudenkmäler
- Wegkapelle
- Bildstock

### Einwohnerentwicklung
| Jahr      | 001818 | 001861 | 001871 | 001885 | 001900 | 001925 | 001950 | 001961 | 001970 | 001987 |
| Einwohner | 10     | 7      | 11     | 12     | 15     | 16     | 11     | 12     | 10     | 13     |
| Häuser    | 2      |        |        | 2      | 2      | 2      | 2      | 2      |        | 3      |
| Quelle    | [ 6 ]  | [ 8 ]  | [ 9 ]  | [ 10 ] | [ 11 ] | [ 12 ] | [ 13 ] | [ 14 ] | [ 15 ] | [ 1 ]  |

## Religion
Der Ort ist römisch-katholisch geprägt und nach Mariä Geburt (Steinwiesen) gepfarrt.